# Эндо Биндер
Эндо Биндер (англ. Eando Binder) — литературный псевдоним, под которым получили известность Эрл Эндрю Биндер (англ. Earl Andrew Binder; 1904—1965) и Отто Биндер (англ. Otto Binder; 1911—1974) — американские писатели-фантасты. Эндо — производное от первых букв имён братьев.
Под псевдонимом Эндо Биндер братья Биндеры написали и опубликовали несколько фантастических произведений, в том числе рассказов об Адаме Линке, роботе. Первоначально рассказы публиковались в журнале Amazing Stories. Первый из них, «Я, робот», был опубликован в 1939 году. Он никак не связан со сборником рассказов Айзека Азимова «Я, робот», опубликованным в 1950 году.
В 1939 году Отто полностью забрал себе писательские функции, оставив Эрлу роль литературного агента. Под собственным именем Отто выпустил несколько комиксов для Fawcett Comics.